# کوه اومورو (کوه فوجی)
کوه اومورو (به لاتین: Mount Ōmuro) یک منطقهٔ مسکونی در ژاپن است که در فوجیکاواگوچیکو، یاماناشی واقع شده‌است. کوه اومورو ۱٬۴۶۸ متر بالاتر از سطح دریا واقع شده‌است.